# Saint-Victor-la-Coste
Saint-Victor-la-Coste là một xã trong vùng Occitanie. Xã Saint-Victor-la-Coste nằm ở khu vực có độ cao trung bình 138 mét trên mực nước biển.
Thị trấn nằm trên đỉnh đồi nhìn ra cánh đồng nho ở thung lũng Rhone.